# Kiss of Life
"Kiss of Life" é uma canção da cantora e compositora Kylie Minogue e da cantora e compositora inglesa Jessie Ware. A canção foi lançada em 29 de outubro de 2021 como o segundo single de Disco: Guest List Edition, a reedição do décimo quinto álbum de estúdio de Minogue, Disco (2020).

## Antecedentes e lançamento
Em setembro de 2020, Minogue apareceu no podcast Table Manners de Ware co-hospedada com a mãe de Ware, Lennie. No episódio, a dupla falou sobre escreverem juntas. Ware depois brincou que ela "intimidou" Minogue em um dueto enquanto as duas discutiam uma colaboração.
Em 5 de outubro de 2021, Minogue anunciou a reedição de seu décimo quinto álbum de estúdio, Disco, e revelou a tracklist do álbum, onde incluía "Kiss of Life".

## Produção e composição
"Kiss of Life" foi escrita por Minogue, Ware, Danny Parker, Shungudzo e James Ford, com este último também cuidando da produção e mixagem da faixa. Ware é uma colaboradora frequente de Ford, Parker e Shungudzo, com todos tendo créditos em seu quarto álbum de estúdio, What's Your Pleasure? (2020). A música foi gravada em Londres, com Minogue gravando seus vocais remotamente em Melbourne.

## Vídeo musical
O videoclipe de "Kiss of Life" estreou no YouTube às 18:00 GMT em 4 de novembro de 2021. Dirigido por Sophie Muller, o vídeo foi filmado no restaurante Ave Mario de Londres e apresenta Minogue e Ware, ao lado de dançarinos da Theo Adams Company e de Princess Julia. O vídeo é inspirado nas obras de Pedro Almodóvar e na novela dos anos 1980. O vídeo incorpora elementos de farsa, com Ware aparecendo como dona de um restaurante movimentado e Minogue como a cliente problemática, causando estragos entre os convidados.
Ware está vestida com um Saint Laurent, enquanto Minogue aparece pela primeira vez na tela vestindo Valentino haute couture e depois usa Saint Laurent. Comentando sobre a moda ousada do vídeo e os temas cômicos, o escritor Kyle Munzenrieder da W o descreveu como uma "versão de fantasia de alta moda do Looney Tunes" e um "acampamento repleto de roupas de grife".

## As performances ao vivo
Em 13 de novembro, Minogue e Ware apresentaram "Kiss of Life" juntas pela primeira vez no The Jonathan Ross Show.

## Desempenho nas tabelas musicais
| País — Tabela musical (2021)                            | Melhor posição |
| ------------------------------------------------------- | -------------- |
| Estados Unidos (Hot Dance/Electronic Songs – Billboard) | 49             |
| Reino Unido (UK Download)                               | 30             |

## Histórico de lançamento
| Região | Data                  | Formato                    | Gravadora    | Ref.  |
| ------ | --------------------- | -------------------------- | ------------ | ----- |
| Várias | 29 de outubro de 2021 | Download digital streaming | Darenote BMG | [ 1 ] |